# 郯县 (东晋)
郯县，中国古县名。
东晋元帝初侨置的县，县治在今江苏省常熟市北。属南东海郡。永和年间，移治京口（今江苏省镇江市）。刘宋元嘉八年（431年），分丹徒县之岘西为境。隋灭南陈后，开皇九年（589年）废。